# Mike Leigh
Mike Leigh (sinh ngày 20 tháng 2 năm 1943) là một đạo diễn kiêm biên kịch phim và kịch người Anh. Ông theo học tại Học viện Nghệ thuật Sân khấu Hoàng gia (RADA) trước khi mài dũa kĩ năng đạo diễn tại Trường Diễn xuất Đông 15, sau đó tiếp tục học tại Trường Nghệ thuật Camberwell và Trường trung tâm Nghệ thuật và Thiết kế. Ông bắt đầu làm đạo diễn kịch và nhà viết kịch vào giữa thập niên 1960. Trong thập niên 1970 và 1980, sự nghiệp của ông chuyển giao từ sân khấu kịch sang làm phim cho Truyền hình BBC. Những bộ phim nổi tiếng của ông bao gồm bộ phim hài kịch Life is Sweet (1990) và Career Girls (1997), phim tiểu sử về Gilbert và Sullivan Topsy-Turvy (1999) và phim ảm đạm về tầng lớp lao động All or Nothing.

## Cuộc sống cá nhân
Vào tháng 9 năm 1973, ông kết hôn với nữ diễn viên Alison Steadman; họ có hai con trai: Toby (sinh ngày 1978) và Leo (sinh tháng 8 năm 1981). Steadman xuất hiện trong bảy bộ phim của ông và một số vở kịch của ông, bao gồm Wholesome Glory và Bữa tiệc của Abigail. Họ ly dị vào năm 2001. Ông hiện sống ở Camden cùng nữ diễn viên Marion Bailey.
Ông là một người ủng hộ đặc biệt với Hiệp hội Nhân văn Anh. Trong năm 2014, Leigh công khai ủng hộ "Hacked Off" và chiến dịch của nó đối với báo chí Anh bằng cách "bảo vệ báo chí từ sự can thiệp chính trị cũng như bảo vệ những người vô hại".

## Danh sách phim

### Phim điện ảnh
- Bleak Moments (1971)
- High Hopes (1988)
- Life Is Sweet (1990)
- Naked (1993)
- Secrets & Lies (1996)
- Career Girls (1997)
- Topsy-Turvy (1999)
- All or Nothing (2002)
- Vera Drake (2004)
- Yêu đời lên bạn nhé (2008)
- Another Year (2010)
- Mr. Turner (2014)

### Phim ngắn
- The Short and Curlies (1987)
- A Sense of History (1992)
- A Running Jump (2012)

### Phim truyền hình
- Hard Labour (1973)
- Five Minute Films (1975 - không được chiếu cho đến năm 1982)
- The Permissive Society (1975)
- Knock for Knock (1976)
- Nuts in May (1976)
- Abigail's Party (1977)
- Kiss of Death (1977)
- Who's Who (1978)
- Grown-Ups (1980)
- Home Sweet Home (1982)
- Meantime (1983)
- Four Days in July (BBC1, 29/1/Bản mẫu:Ytv)